# Amanu
Amanu – atol znajdujący się w centralnej części archipelagu Tuamotu, w Polinezji Francuskiej, około 20 km na północ od atolu Hao. Powierzchnia atolu wynosi 9,6 km², w jego wnętrzu znajduje się duża laguna o powierzchni 240km². Główną miejscowością atolu jest Ikitake, atol wchodzi w skład gminy Hao.

## Demografia
Liczba ludności zamieszkującej atol Amanu:
| 1977 | 1983 | 1988 | 1996 | 2002 | 2007 | 2012 | 2017 |
| ---- | ---- | ---- | ---- | ---- | ---- | ---- | ---- |
| 101  | 126  | 157  | 209  | 165  | 163  | 195  | 174  |